# Зілмен (Меріленд)
Зілмен (англ. Zihlman) — переписна місцевість (CDP) в США, в окрузі Аллегені штату Меріленд. Населення — 331 особа (2020).

## Географія
Зілмен розташований за координатами 39°40′27″ пн. ш. 78°54′47″ зх. д. / 39.67417° пн. ш. 78.91306° зх. д. (39.674056, -78.913134).  За даними Бюро перепису населення США в 2010 році переписна місцевість мала площу 3,88 км², уся площа — суходіл.

## Демографія
Згідно з переписом 2010 року, у переписній місцевості мешкали 362 особи в 152 домогосподарствах у складі 96 родин. Густота населення становила 93 особи/км².  Було 172 помешкання (44/км²).
Расовий склад населення:
| - 97,0 % — білих |

До двох чи більше рас належало 2,2 %. Частка іспаномовних становила 1,1 % від усіх жителів.
За віковим діапазоном населення розподілялося таким чином: 18,8 % — особи молодші 18 років, 64,9 % — особи у віці 18—64 років, 16,3 % — особи у віці 65 років та старші. Медіана віку мешканця становила 45,5 року. На 100 осіб жіночої статі у переписній місцевості припадало 101,1 чоловіків;  на 100 жінок у віці від 18 років та старших — 102,8 чоловіків також старших 18 років.
Середній дохід на одне домашнє господарство  становив 57 524 долари США (медіана — 48 750), а середній дохід на одну сім'ю — 67 943 долари (медіана — 73 500). Медіана доходів становила 46 375 доларів для чоловіків та 26 818 доларів для жінок. За межею бідності перебувало 10,1 % осіб, у тому числі 22,2 % дітей у віці до 18 років та 0,0 % осіб у віці 65 років та старших.
Цивільне працевлаштоване населення становило 201 осіб. Основні галузі зайнятості: освіта, охорона здоров'я та соціальна допомога — 38,8 %, науковці, спеціалісти, менеджери — 14,9 %, виробництво — 10,4 %, роздрібна торгівля — 6,0 %.